# Drac xinès

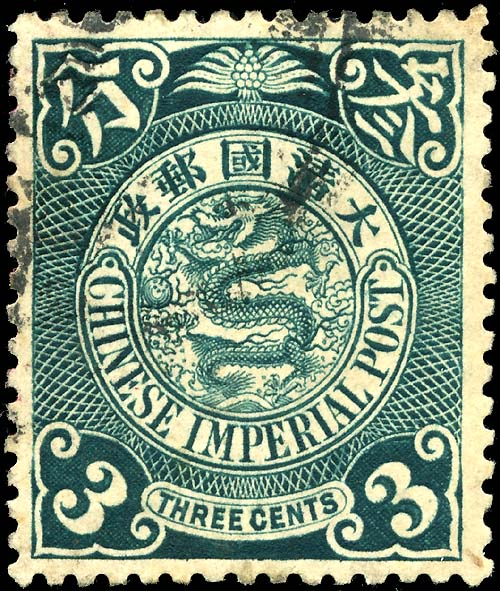
Drac xinès

El drac xinès és una criatura mitològica xinesa. Es representa com una criatura de cos allargat, similar a una serp amb quatre urpes; a diferència del drac occidental, els dracs xinesos no solen ser criatures malvades tot i que s'explica la llegenda que sí que ho eren. El drac xinès ha sigut des de l'antiguitat un potent símbol de poder favorable al folclore i l'art xinès.
Pel seu nom en xinès, també se l'anomena loong, long o lung (xinès tradicional: 龍, xinès simplificat: 龙, pinyin: lóng).
El drac és també la personificació del concepte del yang (masculí) i està relacionat amb el temps com a propiciador de la pluja i de l'aigua en general. La seva equivalència en femení és el fènix xinès. Molts xinesos usen de tant en tant el terme "descendents del drac" (龍的傳人) com a senyal d'identitat ètnica. El terme va ser original del músic taiwanès Yi De-jian a finals dels anys 1970 i posteriorment de la cançó amb el mateix nom.
El drac de tant en tant a Orient s'usa com a símbol nacional de la Xina. Tot i això, aquest ús dins de la República Popular de la Xina com de la República de la Xina de Taiwan és rar. El drac va ser històricament el símbol de l'emperador de la Xina i va figurar a la bandera nacional fins a la dinastia Qing. Aquests esdeveniments monàrquics van contra la ideologia de la Xina moderna. Segon, el drac té connotacions agressives i bèl·liques que el govern xinès prefereix evitar. Per aquestes dues raons el panda gegant s'usa molt més que el drac dins de la Xina com a símbol nacional. Tot i això, a Hong Kong el drac és part del disseny de la marca Hong Kong, un símbol usat per a promocionar Hong Kong com a marca internacional.
El drac inspira molt de respecte en la cultura xinesa. És un tabú desfigurar una representació d'un drac. Per exemple, una campanya publicitària encarregada per Nike en què apareixia el jugador de bàsquet LeBron James matant un drac (igual que guanyant a un vell mestre de Kung fu) va ser immediatament censurada pel govern xinés després de les protestes populars per falta de respecte.
Diversos proverbis i modismes xinesos també inclouen referències al drac. Per exemple, «esperar que el fill d'un es converteixi en un drac» (望子成龍, és a dir, que tingui tant d'èxit i poder com un drac).

## Culte al drac

### Origen

L'antiga forma en què s'escrivia el caràcter per ‘drac', que ara s'escriu 龍 o 龙 i es pronuncia lóng en mandarí

L'origen del drac xinès és incert, però molts investigadors estan d'acord que procedeix dels tòtems de diferents tribus a la Xina. Alguns han suggerit que venien d'una representació estilitzada d'animals existents, com ara serps, peixos o cocodrils. Per exemple, el jaciment Banpo de la cultura Yangshao a Shaanxi presentava un motiu allargat similar a una serp. Els arqueòlegs creuen que el "peix llarg" havia evolucionat a imatges del drac xinès. La relació amb els peixos es reflecteix en la llegenda d'una carpa que va veure el cim d'una muntanya i va decidir arribar-hi, va nadar riu amunt, escalant ràpids i cascades sense deixar que res l'apartés del seu camí. Quan va arribar al cim, allà estava la mítica "porta del drac" i quan va saltar a dins es va convertir en un drac. Es creu que diverses cascades a la Xina tenen la ubicació de la "porta del drac".